# Stari ksarovi Mauretanije
Stari ksarovi Mauritanije su četiri ksara (utvrđena sela) koja su osnovali karavanski trgovci u 11. i 12. stoljeću kako bi si olakšali prijelaz kroz Saharu. Oni su postali trgovačka i vjerska središta, te izvori islamske kulture u Mauritaniji. 
U njima se uspio sačuvati urbanizam koji je evoluirao od 12. do 16. stoljeća s kućama porednim uz uske ulice oko džamije s kvadratičnim minaretom. One predstavljaju tradicionalni nomadski način života naroda zapadne Sahare, zbog čega su upisani na UNESCO-ov popis mjesta svjetske baštine u Africi 1996. godine.
Ova četiri drevna grada su jedina preživjela mjesta u Mauritaniji koja su naseljena od srednjeg vijeka. Nalaze se na rubu plodne doline ili oaza, a jedna od izvornih uloga im je vjersko obrazovanje, pa su se razvili oko džamije uz koju su kuće za nastavnike i učenike (medresa). Skladišta su građena za zaštitu robe za trgovce, koji su na svom putu prenoćivali u koncima. Iz tih elemenata rastao karakterističan oblik naselja poznata kao ksar s kamenom arhitekturom i urbanim oblikom prilagođenim ekstremnim klimatskim uvjetima. Oni su:
| Slika | Ime        | Izgradnja    | Lokacija         | Koordinate                                | Bilješke |
| ----- | ---------- | ------------ | ---------------- | ----------------------------------------- | --- |
|       | Ouadane    | 11. stoljeće | Adrar            | 20°33′N 11°22′W / 20.55°N 11.37°W         | Naselje Ouadane se nalazi na južnoj ivici visoravni Adrar, 93 km sjeveroistočno od Chinguettija i najbliže je naselje tzv. "Oku Sahare" (Rišat). Bio je važnom trans-saharskom postajom za karavane, osobito one koje prenose blokove soli iz rudnika u Idjilu (što se obavja i dan danas) još od 11. stoljeća (legenda kaže da su ga osnovali sveti ljudi na ostacima naselja iz 8. st.). God. 1487. Portugalci su u naselju uspostavili svoju trgovačku postaju, ali su je ubrzo napustili. Od 16. stoljeća polako propada i danas je uglavnom ruševina s oko 3.695 stanovnika (2000.). Njegova džamija, promjera 24 x 15 m, je vjerojatno iz 15. stoljeća i na istočnom (užem) kraju se nalaze ostaci pet redova potkovičastih lukova koji su nosili masivni kvadratični minaret. Tu su ostaci i vanjskog mihraba i unutarnjeg dvorišta veličine 13 x 12 m koje se koristilo za lošeg vremena.                                                                            |
|       | Chinguetti | 13. stoljeće | Adrar            | 20°16′N 12°13′W / 20.27°N 12.21°W         | Chinguetti je osnovan u 12. stoljeću u blizini malog naselja-oaze iz 7. stoljeća koje je sada zatrpano pijeskom. On je izrastao oko džamije od suhozida s masivnim kvadratičnim minaretom koji završava s pet filijala (tornjića) u obliku nojevih jaja. Oko džamije su se utvrdila dva jaka klana koja su zauzimala područja na suprtnim stranama naselja. Chinguetti je postao slavno okupljalište za hodočasnike na putu za Meku, a također je prosperirao od proizvodnje i izvoza blokova soli iz Idjila koji je malo sjevernije. Vrhunac je postigao od 17. do 19. stoljeća, prvenstveno zahvaljujući svojim vjerskim vođama i učenjacima, što je ojačalo njegovu ulogu na saharskim trgovačkim putovima. Kao i Ouadane, Chinguetti je bio žrtvom Marokanskih napada, ali ne u istoj mjeri. Nakon pojave rudarstva u području Zouerate-Nouadhibou i Saharskog rata (1975. – 1979.), došlo je do depopulacije i Chinguettija i Ouadanea. Danas ima tek 4.711 stanovnika. |
|       | Tichitt    | 11. stoljeće | Tagant           | 18°15′47″N 9°17′35″W / 18.2630°N 9.2930°W | Prema predaji sedam gradova se preklapaju ispod Tichitta (naseljeni od 2000. – 500. pr. Kr.), što je potvrđeno otkrićem tela (umjetnog nasipa) na kojem je danas smješteno naselje. U 11. stoljeću on je bio jedan od glavnih gradova Berberskog carstva, a u sljedećem stoljeću postao je grad Almoravida. Nalazi se na rubu nigerskog područja sudanskog carstva i profitirao je svojim položajem na trgovačkom putu između Ouadanea i Oualata. Vrhunac doživljava pod vladavinom plemena Oualad Bella u 16. stoljeću, ali je uništen tijekom divljih klanskih ratova u 18. i 19. stoljeću. Unatoč tomu, Tichit je bio jedan od najvećih gradova u Zapadnoj Sahari krajem 19. stoljeća, s oko 6.000 stanovnika. No nakon pada važnosti proizvodnje soli u Idjilu, propao je u 20. stoljeću. |
|       | Oualata    | 11. stoljeće | Hodh Ech Chargui | 17°18′00″N 7°01′30″W / 17.3°N 7.025°W     | Neki izvori tvrde da je Oualata osnovana u 5. stoljeću, a drugi tijekom arapskog osvajanja u 7. st. Svako od pet glavnih plemena u Oualati ima svoju gradsku četvrt. Tu se sastaju dva važna trgovačka puta, jedan iz Marakeša, preko Idjila i Chinguettija u Tichitt, a drugi iz Sijilmassa, preko Teghasa u Taoudeni,što je osiguralo gospodarski poticaj za rast grada. Oualata je postala slavna kad se učenjačka elita izbjeglica iz Timbuktua, koji se nalazi 40 km istočno, naselila tamo 1446. godine nakon što su pobjegli od Tuareških osvajača. No, kada su se trans-saharski putovi premjestili prema istoku, i obitelji intelektualuaca vratile u Timbuktu, važnost Oualate je umanjena. Dolaskom arapskih plemena u 17. stoljeću izgubila je svoju autonomiju, a suše i racija sa sjevera na kraju 19. stoljeća su dokrajčile njezinu ulogu kao glavnog grada pokrajine. Danas ima tek oko 3.000 stanovnika.                                                   |

## Poveznice
- Kazba Ait Ben Haddou, Maroko
- Timimoun (Alžir)

|  | Zajednički poslužitelj ima još gradiva o temi Ksouri Mauritanije |